# Wiechowo (przystanek kolejowy)
Wiechowo – nieczynny przystanek stargardzkiej kolei wąskotorowej w Wiechowie, w województwie zachodniopomorskim, w Polsce. Przystanek został zlikwidowany przed 1981 rokiem.